# Förortsungar
Förortsungar är en svensk musikal- och dramafilm från 2006 i regi av Ylva Gustavsson och Catti Edfeldt. I huvudrollerna som Amina och Johan ses Beylula Kidane Adgoy och Gustaf Skarsgård.

## Handling
Filmen handlar om Amina, en flicka från Sierra Leone som söker asyl i Sverige tillsammans med sin morfar Said som tyvärr dör. Den andra centrala figuren i berättelsen är den tatuerade hårdrockaren Johan Sahlén, spelad av Gustaf Skarsgård. Filmen handlar om hur Aminas och Johans vägar möts – ett möte som kommer att förändra bådas liv för alltid.
Amina träffar och blir kompis med den helt vilda Mirre, som bor i samma hus som Amina och Johan, och medan Amina väntar på att få sitt uppehållstillstånd kämpar hon och Mirre tillsammans för att hon ska få stanna i Sverige och hos Johan. Samtidigt råkar Amina, Mirre och Mirres killkompisar Micke, Hassan och Antonio snubbla över två skumma och hotfulla snubbar, Berra och Ali, som har någonting skumt i kikaren.

## Om filmen
Filmen har sagts vara inspirerad av Rännstensungar från 1944 (som spelades in i en ny version 1974).
Inspelningarna ägde rum i Fittja och började den 21 november 2005.
Filmen vann fem Guldbaggar år 2007 i kategorierna Bästa film, Bästa regi, Bästa manus, Bästa manliga huvudroll (Gustaf Skarsgård) och Bästa prestation för, som juryn uttryckte det, "attityd och gung i musiken".
Förortsungar har visats i SVT, bland annat i juni 2020 och i juli 2022.

## Rollista i urval
- Beylula Kidane Adgoy – Amina
- Gustaf Skarsgård – Johan Sahlén
- Embla Hjulström – Mirre
- Jennifer Brown – Janet Jonsson
- Sanna Ekman – Maggan Svensson
- Sunil Munshi – Jesper Blom
- Hannu Kiviaho – Pekka
- Teodor Runsiö – Micke
- Jonathan Kurkson – Hassan